# W89

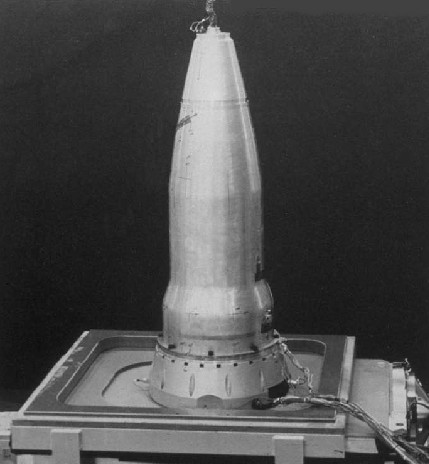
O protótipo da ogiva.

W89 foi uma linha de ogivas termonucleares dos Estados Unidos da América, a produção delas foram canceladas em 1991, apenas alguns protótipos foram produzidos e nem ao menos testados, os núcleos de  plutônio foram reutilizados na produção de ogivas W68. A ogiva W89 tinha 103,6 centímetros de comprimento, 33,6 cmdiâmetro, pesava 147 quilos e foi previsto um rendimento de 200 quilotons. A ogiva tinha todas as atualizações e projetos modernos: cobertura de vanádio para resistir a altas temperaturas, explosivos sensíveis, sistemas antidetonação espontânea, acidental, por rajadas de fogo e impactos, formas aerodinâmicas e esferas primárias e secundárias com atualizações para aumentar a potência, e mesmo assim o foi cancelado.